# Vũ Văn Chính
Vũ Văn Chính (1955 – ) có bút danh là Vũ Chính là nhà quay phim, đạo diễn - nhà sản xuất phim tài liệu, Đại tá Quân đội nhân dân Việt Nam. Ông được phong danh hiệu Nghệ sĩ ưu tú năm 2001 và từng là Giám đốc hãng phim Điện ảnh Quân đội nhân dân.

## Tác phẩm

### Phim tài liệu
| Năm  | Tựa đề                             | Vai trò                  | Đạo diễn     | Chú thích |
| ---- | ---------------------------------- | ------------------------ | ------------ | --------- |
|      | Tác chiến trên quê hương đồng nước | Quay phim                | Bùi Đắc Ngôn | [ 2 ]     |
| 1995 | Khoảnh khắc mùa xuân               | Quay phim - Phó Đạo diễn | Trần Phi     | [ 2 ]     |
| 2003 | Vì bầu trời Tổ quốc                | Quay phim                | Lê Thi       | [ 2 ]     |
| 2003 | Nước mắt sân chơi                  | Đạo diễn                 | Đạo diễn     | [ 2 ]     |
| 2008 | Ngàn năm dựng nước và giữ nước     | Biên tập                 | Lê Thi       | [ 3 ]     |
| 2012 | Những người chốt giữ thành cổ      | Biên tập                 | Phạm Huyên   | [ 4 ]     |
|      | Khát vọng xanh                     | Đạo diễn                 | Đạo diễn     | [ 2 ]     |

### Phim truyện
| Năm | Tựa đề                  | Vai trò   | Đạo diễn | Chú thích |
| --- | ----------------------- | --------- | -------- | --------- |
|     | Khoảng khắc chiến tranh | Quay phim |          | [ 2 ]     |
|     | Bạn tôi                 | Quay phim |          | [ 2 ]     |

## Giải thưởng
| Năm  | Giải thưởng                       | Hạng mục đề cử                     | Tác phẩm                           | Kết quả   | Chú thích   |
| ---- | --------------------------------- | ---------------------------------- | ---------------------------------- | --------- | ----------- |
| 1990 | Liên hoan phim Việt Nam lần thứ 9 | Quay phim xuất sắc - Phim tài liệu | Tác chiến trên quê hương đồng nước | Đoạt giải | [ 5 ] [ 6 ] |